# قائمة ملوك ألمانيا
هذه القائمة تحتوي على الملوك الذين حكموا الأراضي الألمانية منذ العصور الوسطى بعد تقسيم إمبراطورية الفرنجة في 843 (بحيث تم إنشاء مملكة الفرنجة الشرقية) حتى انهيار الإمبراطورية الألمانية في 1918، وأيضا شملت القائمة رؤساء مختلف الاتحادات الألمانية التي جاءت بعد انهيار الإمبراطورية الرومانية المقدسة في 1806؛ وأيضا رئيس كونفدرالي الشمالي بين 1867 حتى 1871.
إذا كنت زوجاتهن أنظر قائمة ملكات ألمانيا.

## ملوك الفرنجة الشرقية (ألمانيا)، 843–962

### الكارولنجيون
| الصورة | الاسم                                   | العائلة     | ملك           | إمبراطور      | إلى              | ملاحظة                                                                                              |
| ------ | --------------------------------------- | ----------- | ------------- | ------------- | ---------------- | --------------------------------------------------------------------------------------------------- |
|        | لودفيغ الألماني                         | الكارولنجية | 11 أغسطس 843  | —             | 23 أغسطس 876     | ابن إمبراطور لويس التقي وحفيد شارلمان.                                                              |
|        | لودفيغ الأصغر (Ludwig III der Jüngere)  | الكارولنجية | 28 أغسطس 876  | —             | 20 يناير 882     | ابن لودفيغ الألماني؛ حكم في الفرنجة الشرقية، ساكسونيا؛ من 880 في بافاريا.                           |
|        | كارلومان (Karlmann)                     | الكارولنجية | 28 أغسطس 876  | —             | 22 مارس 880      | ابن لودفيغ الألماني؛ حكم في بافاريا؛ من 877، وأيضا ملك إيطاليا.                                     |
|        | كارل البدين (Karl III der Dicke)        | كارولنجية   | 28 أغسطس 876  | 12 فبراير 881 | 11 نوفمبر 887    | ابن لودفيغ الألماني؛ حكم في ألامانيا، راتيا، من 882 في المملكة الشرقية بأكملها؛ من 879 ملك إيطاليا. |
|        | أرنولف من كارينثيا (Arnulf von Kärnten) | كارولنجية   | 30 نوفمبر 887 | 25 أبريل 896  | 8 ديسمبر 899     | ابن كارلومان.                                                                                       |
|        | لودفيغ الطفل (Ludwig IV das Kind)       | كارولنجية   | 21 يناير 900  | —             | 20/24 سبتمبر 911 | ابن أرنولف من كارينثيا.                                                                             |

### كونرادين
| الصورة | الاسم                   | العائلة           | ملك           | إمبراطور | إلى           | ملاحظة |
| ------ | ----------------------- | ----------------- | ------------- | -------- | ------------- | ------ |
|        | كونراد الأول (Konrad I) | كونرادين (فرنكية) | 10 نوفمبر 911 | —        | 23 ديسمبر 918 |        |

### سلالة أوتونية
| الصورة | الاسم                                             | العائلة               | ملك          | إمبراطور | إلى         | ملاحظة                     |
| ------ | ------------------------------------------------- | --------------------- | ------------ | -------- | ----------- | -------------------------- |
|        | هاينريش الأول صياد الطيور (Heinrich I der Vogler) | ليودوفينغ             | 23 أبريل 919 | —        | 2 يوليو 936 |                            |
|        | أرنولف السيء (Arnulf der Böse, Herzog von Bayern) | لويتبولدينغ (بافارية) | 919          | —        | 921         | ملك منافس لـ هاينريش الأول |

## ألمانيا داخلالإمبراطورية الرومانية المقدسة، 962–1806
لقب «ملك الرومان»، المستخدم في ظل الإمبراطورية الرومانية المقدسة، يعتبر معادلاً لـ ملك ألمانيا. يتم اختيار الملك من قبل ناخبين ألمان، ومن ثَّم يذهب إلى روما ليتوج إمبراطور من قبل البابا.

### سلالة أوتونية (تابع)
| الصورة | الاسم                                    | العائلة | الملك         | إمبراطور      | إلى           | ملاحظة |
| ------ | ---------------------------------------- | ------- | ------------- | ------------- | ------------- | --- |
|        | أوتو الأول العظيم (Otto I der Große)     | أوتونية | 7 أغسطس 936   | 2 فبراير 962  | 7 مايو 973    | ابن هاينريش الأول؛ وأول ملك يتوج في كاتدرائية آخن منذ لوثر الأول; توج أوتو ملكاً بنعمة الله وتوج إمبراطوراً في 961 |
|        | أوتو الثاني الأحمر (Otto II)             | أوتونية | 26 مايو 961   | 25 ديسمبر 967 | 7 ديسمبر 983  | أبن أوتو الأول؛ أوتو ملكاً بنعمة الله تحت حكم والده 961–973; وأيضا توج إمبراطوراً في عهد والده                     |
|        | أوتو الثالث (Otto III)                   | أوتونية | 25 ديسمبر 983 | 21 مايو 996   | 21 يناير 1002 | ابن أوتو الثاني؛ أوتو ملكاً بنعمة الله                                                                            |
|        | هاينريش الثاني (Heinrich II der Heilige) | أوتونية | 7 يونيو 1002  | 26 أبريل 1014 | 13 يوليو 1024 | حفيد الأكبر لـ هاينريش الأول                                                                                     |

### سلالة ساليان
| الصورة | الاسم                                                 | العائلة         | ملك           | إمبراطور       | إلى            | ملاحظة                                                                                               |
| ------ | ----------------------------------------------------- | --------------- | ------------- | -------------- | -------------- | --- |
|        | كونراد الثاني (Konrad II)                             | ساليان (فرنكية) | 8 سبتمبر 1024 | 26 مارس 1027   | 4 يونيو 1039   | حفيد الأكبر-الأكبر لـ أوتو الأول                                                                     |
|        | هاينريش الثالث (Heinrich III)                         | ساليان          | 14 أبريل 1028 | 25 ديسمبر 1046 | 5 أكتوبر 1056  | ابن كونراد الثاني؛ ملك (ألمانيا؟) خلال عهد والده 1028–1039                                           |
|        | هاينريش الرابع (Heinrich IV)                          | ساليان          | 17 يوليو 1054 | 21 مارس 1084   | 31 ديسمبر 1105 | ابن هاينريش الثالث؛ ملك ألمانيا خلال عهد والده، 1054–1056                                            |
|        | رودولف من راينفيلدن (Rudolf von Rheinfelden)          | راينفيلد        | 15 مارس 1077  | —              | 15 أكتوبر 1080 | ملك منافس لـ هاينريش الرابع                                                                          |
|        | هيرمان من سالم (Hermann von Luxemburg, Graf von Salm) | سالم            | 6 أغسطس 1081  | —              | 28 سبتمبر 1088 | ملك منافس لـ هاينريش الرابع                                                                          |
|        | كونراد (Konrad)                                       | ساليان          | 30 مايو 1087  | —              | 27 يوليو 1101  | أبن هاينريش الرابع؛ ملك ألمانيا، خلال عهد والده 1087–1098 ملك إيطاليا، 1093– 1098 ، 1095–1101 عصيان. |
|        | هاينريش الخامس (Heinrich V)                           | ساليان          | 6 يناير 1099  | 13 أبريل 1111  | 23 مايو 1125   | ابن هاينريش الرابع؛ ملك ألماني خلال عهد والده، 1099–1105، أجبر والده على التنازل عن العرش            |

### سلالة سوبلينبرغ
| الصورة | الاسم                   | العائلة   | ملك           | إمبراطور     | إلى           | ملاحظة                                          |
| ------ | ----------------------- | --------- | ------------- | ------------ | ------------- | ----------------------------------------------- |
|        | لوثر الثاني (Lothar II) | سوبلينبرغ | 30 أغسطس 1125 | 4 يونيو 1133 | 4 ديسمبر 1137 | لوثر الثاني في ألمانيا، ولوثر الثالث في إيطاليا |

### هوهنشتاوفن وفلف
| الصورة | الاسم                                          | العائلة    | ملك           | إمبراطور       | إلى            | ملاحظة                                                                                      |
| ------ | ---------------------------------------------- | ---------- | ------------- | -------------- | -------------- | ------------------------------------------------------------------------------------------- |
|        | كونراد الثالث (Konrad III)                     | هوهنشتاوفن | 7 مارس 1138   | —              | 15 فبراير 1152 | حفيد هاينريش الرابع (من جهة والدته); سابقاً كان ملك منافس لـ لوثر الثاني 1127–1135           |
|        | هاينريش بيرنغار (Heinrich (VI))                | هوهنشتاوفن | 30 مارس 1147  | —              | أغسطس? 1150    | ابن كونراد الثالث؛ ملك ألمانيا خلال عهد والده 1147–1150                                     |
|        | فريدريش الأول بربروسا (Friedrich I Barbarossa) | هوهنشتاوفن | 4 مارس 1152   | 18 يونيو 1155  | 10 يونيو 1190  | ابن شقيق كونراد الثالث                                                                      |
|        | هاينريش السادس (Heinrich VI)                   | هوهنشتاوفن | 15 أغسطس 1169 | 14 أبريل 1191  | 28 سبتمبر 1197 | ابن فريدريش الأول؛ ملك ألمانيا خلال عهد والده 1169–1190                                     |
|        | فريدريش الثاني (Friedrich II)                  | هوهنشتاوفن | 1197          | —              | 1197           | ابن هاينريش السادس ملك ألمانيا خلال عهد والده 1196                                          |
|        | فيليب من شوابيا (Philipp von Schwaben)         | هوهنشتاوفن | 6 مارس 1198   | —              | 21 أغسطس 1208  | ابن فريدريش الأول؛ ملك منافس لـ أوتو الرابع                                                 |
|        | أوتو الرابع (Otto IV von Braunschweig)         | فلف        | 29 مارس 1198  | 4 أكتوبر 1209  | 5 يوليو 1215   | منافس لـ فيليب من شوابيا، لاحقاً معارض لـ فريدريش الثاني؛ خلع في 1215؛ وتوفي في 19 مايو 1218 |
|        | فريدريش الثاني (Friedrich II)                  | هوهنشتاوفن | 5 ديسمبر 1212 | 22 نوفمبر 1220 | 26 ديسمبر 1250 | ابن هاينريش السادس؛ ملك منافس لـ أوتو الرابع حتى 5 يوليو 1215                               |
|        | هاينريش (Heinrich (VII))                       | هوهنشتاوفن | 23 أبريل 1220 | —              | 15 أغسطس 1235  | ابن فريدريش الثاني؛ ملك ألمانيا خلال عهد والده، 1220–1235                                   |
|        | كونراد الرابع (Konrad IV)                      | هوهنشتاوفن | مايو 1237     | —              | 1 مايو 1254    | ابن فريدريش الثاني؛ ملك ألمانيا خلال عهد والده، 1237–1250                                   |

### خلو العرش «إدعاء»
| الصورة | الاسم                                     | العائلة      | ملك           | إمبراطور | إلى            | ملاحظة |
| ------ | ----------------------------------------- | ------------ | ------------- | -------- | -------------- | --- |
|        | هاينريش الراسب (Heinrich Raspe)           | تورينغيا     | 22 مايو 1246  | —        | 16 فبراير 1247 | ملك منافس لـ فريدريش الثاني وحفيد الأكبر-الأكبر-الأكبر لـ هاينريش الرابع                                                         |
|        | فيلهلم من هولندا (Wilhelm von Holland)    | هولندا       | 3 أكتوبر 1247 | —        | 28 يناير 1256  | ملك منافس لـ فريدريش الثاني وكونراد الرابع 1247–1254                                                                             |
|        | ريتشارد من كورنوال (Richard von Cornwall) | بلانتاجنت    | 13 يناير 1257 | —        | 2 أبريل 1272   | نسيب فريدريش الثاني؛ ملك منافس لـ ألفونس من قشتالة؛ لا توجد سلطة حقيقة.                                                          |
|        | ألفونس من قشتالة (Alfons von Kastilien)   | أسرة بورغندي | 1 أبريل 1257  | —        | 1275           | حفيلد فيليب؛ ملك منافس لـ ريتشارد من كورنوال؛ لا توجد سلطة حقيقة؛ لاحقاً عارض رودولف الأول؛ تنازل عن إدعاء في 1275، وتوفي في 1284 |

### هابسبورغ وناساو
| الصورة | الاسم                                  | العائلة  | ملك            | إمبراطور | إلى           | ملاحظة                                                                             |
| ------ | -------------------------------------- | -------- | -------------- | -------- | ------------- | ---------------------------------------------------------------------------------- |
|        | رودولف الأول (Rudolf I von Habsburg)   | هابسبورغ | 29 سبتمبر 1273 | —        | 15 يوليو 1291 | أول حاكم من آل هابسبورغ                                                            |
|        | أدولف من ناساو (Adolf von Nassau)      | ناساو    | 5 مايو 1292    | —        | 23 يونيو 1298 | وفقاً لمؤرخين، قبل انتخاب أدولف تم انتخاب كونراد، دوق تيك بحيث كان عهده قصير المدة. |
|        | ألبرشت الأول (Albrecht I von Habsburg) | هابسبورغ | 24 يونيو 1298  | —        | 1 مايو 1308   | ابن رودولف الأول؛ ملك منافس لـ أدولف الأول، 1298                                   |

### لوكسمبورغ وفيتلسباخ
| الصورة | الاسم                                                       | العائلة    | ملك                           | إمبراطور      | إلى                           | ملاحظة |
| ------ | ----------------------------------------------------------- | ---------- | ----------------------------- | ------------- | ----------------------------- | --- |
|        | هاينريش السابع (Heinrich VII, Luxemburger)                  | لوكسمبورغ  | 27 نوفمبر 1308                | 13 يونيو 1311 | 24 أغسطس 1313                 | |
|        | لودفيغ الرابع (Ludwig IV, der Bayer, Wittelsbacher)         | فيتلسباخ   | 20 أكتوبر 1314                | 17 يناير 1328 | 11 أكتوبر 1347                | حفيد رودولف الأول؛ ملك منافس لـ فريدرش الوسيم، 1314–1322                                                               |
|        | فريدريش الوسيم (Friedrich der Schöne, Habsburger)           | هابسبورغ   | 19 أكتوبر 1314/ 5 سبتمبر 1325 | —             | 28 سبتمبر 1322/ 13 يناير 1330 | ابن ألبرشت الأول؛ ملك منافس لـ لودفيغ الرابع 1314–1322; وملك مشترك مع لودفيغ الرابع 1325–1330                          |
|        | كارل الرابع (Karl IV von Luxemburg)                         | لوكسمبورغ  | 11 يوليو 1346                 | 5 أبريل 1355  | 29 نوفمبر 1378                | حفيد هاينريش السابع، ملك منافس لـ لودفيغ الرابع 1346–1347; وأيضا ملك بوهيميا، ملك إيطاليا، وأخيراً إمبراطور روماني مقدس |
|        | غونثر فون شفارتزبورغ (Günther von Schwarzburg)              | شفارتزبورغ | 30 يناير 1349                 | —             | 24 مايو 1349                  | ملك منافس لـ كارل الرابع                                                                                               |
|        | فنتسل (Wenzel von Luxemburg)                                | لوكسمبورغ  | 10 يونيو 1376                 | —             | 20 أغسطس 1400                 | ابن كارل الرابع؛ ملك ألمانيا خلال عهد والده، 1376–1378؛ خلع في 1400؛ عن طريق الميراث ملك بوهيميا؛ وتوفي في 1419        |
|        | روبرشت من بالاتينات (Ruprecht von der Pfalz, Wittelsbacher) | فيتلسباخ   | 21 أغسطس 1400                 | —             | 18 مايو 1410                  | ابن شقيق الأكبر-الأكبر لـ لودفيغ الرابع                                                                                |
|        | سيغيسموند (Sigismund von Luxemburg)                         | لوكسمبورع  | 20 سبتمبر 1410 /21 يوليو 1411 | 3 مايو 1433   | 9 ديسمبر 1437                 | ابن كارل الرابع |
|        | جوبست من مورافيا (Jobst von Mähren, Luxemburger)            | لوكسمبورغ  | 1 أكتوبر 1410                 | —             | 8 يناير 1411                  | ابن شقيق كارل الرابع؛ ملك منافس لـ سيغيسموند                                                                           |

### هابسبورغ
| الصورة | الاسم                             | العائلة  | ملك            | إمبراطور                | إلى            | ملاحظة |
| ------ | --------------------------------- | -------- | -------------- | ----------------------- | -------------- | --- |
|        | ألبرشت الثاني (Albrecht II)       | هابسبورغ | 18 مارس 1438   | —                       | 27 أكتوبر 1439 | حفيد الجيل الرابع لـ ألبرشت الأول صهر سيغيسموند                                                                                         |
|        | فريدريش الثالث (Friedrich III)    | هابسبورغ | 2 فبراير 1440  | 16 مارس 1452            | 19 أغسطس 1493  | حفيد الجيل الرابع لـ ألبرشت الأول؛ وأبن عم الثاني لـ ألبرشت الثاني                                                                      |
|        | ماكسيمليان الأول (Maximilian I)   | هابسبورغ | 16 فبراير 1486 | 4 فبراير 1508 إمبراطور  | 12 يناير 1519  | ابن فريدريش الثالث؛ ملك ألمانيا خلال عهد والده، 1486–1493؛ لُقب بـ "إمبراطور المنتخب" في 1508 بموافقة البابا                             |
|        | كارل الخامس (Karl V)              | هابسبورغ | 28 يونيو 1519  | 28 يونيو 1519 إمبراطور  | 3 أغسطس 1556   | حفيد ماكسيمليان الأول؛ توفي في 21 سبتمبر 1558                                                                                           |
|        | فرديناند الأول (Ferdinand I)      | هابسبورغ | 5 يناير 1531   | 14 مارس 1558 إمبراطور   | 25 يوليو 1564  | حفيد ماكسيمليان الأول؛ وشقيق كارل الخامس؛ ملك ألمانيا خلال عهد شقيقه كارل الخامس، 1531–1556؛ وأخيراً توج ملكاً في كاتدرائية آخن. إمبراطور |
|        | ماكسيمليان الثاني (Maximilian II) | هابسبورغ | 22 نوفمبر 1562 | 25 يوليو 1564 إمبراطور  | 12 أكتوبر 1576 | ابن فرديناند الأول؛ ملك ألمانيا خلال عهده والده 1562–1564                                                                               |
|        | رودولف الثاني (Rudolf II)         | هابسبورغ | 27 أكتوبر 1575 | 2 نوفمبر 1576 إمبراطور  | 20 يناير 1612  | ابن ماكسيمليان الثاني ملك ألمانيا خلال عهده والده، 1575–1576                                                                            |
|        | ماثياس (Matthias)                 | هابسبورغ | 13 يونيو 1612  | 13 يونيو 1612 إمبراطور  | 20 مارس 1619   | ابن ماكسيمليان الثاني |
|        | فرديناند الثاني (Ferdinand II)    | هابسبورغ | 28 أغسطس 1619  | 28 أغسطس 1619 إمبراطور  | 15 فبراير 1637 | حفيد فرديناند الأول |
|        | فرديناند الثالث (Ferdinand III)   | هابسبورغ | 22 ديسمبر 1636 | 15 فبراير 1637 إمبراطور | 2 أبريل 1657   | ابن فرديناند الثاني؛ ملك ألمانيا خلال عهد والده 1636–1637                                                                               |
|        | فرديناند الرابع (Ferdinand IV)    | هابسبورغ | 31 مايو 1653   | —                       | 9 يوليو 1654   | ابن فرديناند الرابع؛ ملك ألمانيا خلال عهد والده                                                                                         |
|        | ليوبولد الأول (Leopold I)         | هابسبورغ | 18 يوليو 1658  | 18 يوليو 1658 إمبراطور  | 5 مايو 1705    | ابن فرديناند الثالث |
|        | يوزف الأول (Joseph I)             | هابسبورغ | 23 يناير 1690  | 5 مايو 1705 إمبراطور    | 17 أبريل 1711  | ابن ليوبولد الأول؛ ملك ألمانيا خلال عهد والده 1690–1705                                                                                 |
|        | كارل السادس (Karl VI)             | هابسبورغ | 27 أكتوبر 1711 | 27 أكتوبر 1711 إمبراطور | 20 أكتوبر 1740 | ابن ليوبولد الأول |

### فيتلسباخ
| الصورة | الاسم                  | العائلة  | ملك           | إمبراطور               | إلى           | ملاحظة                                                                                         |
| ------ | ---------------------- | -------- | ------------- | ---------------------- | ------------- | ---------------------------------------------------------------------------------------------- |
|        | كارل السابع (Karl VII) | فيتلسباخ | 14 يناير 1742 | 14 يناير 1742 إمبراطور | 20 يناير 1745 | حفيد الأكبر-الأكبر لـ فرديناند الثاني؛ وسليل لودفيغ الرابع؛ وزوج ماريا أماليا، أبنة يوزف الأول |

### هابسبورغ-لورين
| الصورة | الاسم                       | العائلة        | ملك            | إمبراطور                | إلى            | ملاحظة |
| ------ | --------------------------- | -------------- | -------------- | ----------------------- | -------------- | --- |
|        | فرانتس الأول (Franz I)      | لورين          | 13 سبتمبر 1745 | 13 سبتمبر 1745 إمبراطور | 18 أغسطس 1765  | حفيد الأكبر-الأكبر لـ فرديناند الثالث؛ وزوج ماريا تيريزا، ابنة كارل السادس                                                                                |
|        | يوزف الثاني (Joseph II)     | هابسبورغ-لورين | 27 مارس 1764   | 18 أغسطس 1765 إمبراطور  | 20 فبراير 1790 | ابن فرانتس الأول وماريا تيريزا؛ ملك ألمانيا خلال عهد والده 1764–1765                                                                                      |
|        | ليوبولد الثاني (Leopold II) | هابسبورغ-لورين | 30 سبتمبر 1790 | 30 سبتمبر 1790 إمبراطور | 1 مارس 1792    | ابن فرانتس الأول وماريا تيريزا |
|        | فرانتس الثاني (Franz II)    | هابسبورغ-لورين | 7 يوليو 1792   | 7 يوليو 1792 إمبراطور   | 6 أغسطس 1806   | ابن ليوبولد الثاني؛ تم حل الإمبراطورية الرومانية المقدسة في 1806؛ وأيضا إمبراطور النمسا 1804–1835; ورئيس الكونفيدرالي الألماني (1815-1835)، توفي في 1835. |

## كونفدرالية الراين، 1806–1813
| الاسم                                                                    | الصورة | اللقب                         | العائلة | بداية الحكم    | نهاية الحكم    |
| ------------------------------------------------------------------------ | ------ | ----------------------------- | ------- | -------------- | -------------- |
| نابليون إمبراطور الفرنسيين ملك إيطاليا                                   |        | حامي كونفدرالية الراين        | بونابرت | 12 يوليو 1806  | 19 أكتوبر 1813 |
| كارل تيودور فون دالبيرغ الأمير-الأسقف لـ ريغنسبورغ ودوق فرانكفورت الأكبر |        | أمير الرئيس كونفدرالية الراين |         | 25 يوليو 1806  | 26 أكتوبر 1813 |
| يوجين دو بوارنيه، دوق فرانكفورت الأكبر                                   |        | أمير الرئيس كونفدرالية الراين | بوارنيه | 26 أكتوبر 1813 | ديسمبر 1813    |

## كونفدرالية الألمانية، 1815–1866
| الاسم                                                                      | الصورة                                     | اللقب                                                                | العائلة        | بداية الحكم                                                                                                 | نهاية الحكم                                                                                                 |
| -------------------------------------------------------------------------- | ------------------------------------------ | -------------------------------------------------------------------- | -------------- | --- | --- |
| فرانتس الأول، إمبراطور النمسا (Franz I, Kaiser von Österreich)             |                                            | رئيس السلطة الرئاسية (Präsidialmacht) النمسا                         | هابسبورغ-لورين | 20 يونيو 1815                                                                                               | 2 مارس 1835                                                                                                 |
| فرديناند الأول، إمبراطور النمسا (Ferdinand I, Kaiser von Österreich)       |                                            | رئيس السلطة الرئاسية (Präsidialmacht) النمسا                         | هابسبورغ-لورين | 2 مارس 1835                                                                                                 | 12 يوليو 1848                                                                                               |
| الأرشيدوق يوهان من النمسا (Erzherzog Johann von Österreich)                |                                            | نائب الإمبراطوري(Reichsverweser) خلال الإمبراطورية الألمانية الثورية | هابسبورغ-لورين | 12 يوليو 1848                                                                                               | 20 ديسمبر 1849                                                                                              |
| فريدرش فيلهلم الرابع، ملك بروسيا (Friedrich Wilhelm IV, König von Preußen) |                                            | إمبراطور الألمان المنتخب                                             | هوهنتسولرن     | انتخب إمبراطور الألمان من قبل الجمعية الوطنية في فرانكفورت في 28 مارس 1849، ولكن رفض التاج في 28 أبريل 1849 | انتخب إمبراطور الألمان من قبل الجمعية الوطنية في فرانكفورت في 28 مارس 1849، ولكن رفض التاج في 28 أبريل 1849 |
| فريدرش فيلهلم الرابع، ملك بروسيا (Friedrich Wilhelm IV, König von Preußen) | رئيس الأتحاد (Unionsvorstand) اتحاد إرفورت | 26 مايو 1849                                                         | هوهنتسولرن     | 29 نوفمبر 1850                                                                                              | |
| فرانتس يوزف الأول، إمبراطور النمسا (Franz Joseph I, Kaiser von Österreich) |                                            | رئيس السلطة الرئاسية (Präsidialmacht) النمسا                         | هابسبورغ-لورين | 1 مايو 1850                                                                                                 | 24 أغسطس 1866                                                                                               |

## كونفدرالية الألمانية الشمالية، 1867–1871
| الاسم                                                  | الصورة | اللقب                                              | العائلة    | بداية الحكم  | نهاية الحكم  |
| ------------------------------------------------------ | ------ | -------------------------------------------------- | ---------- | ------------ | ------------ |
| فيلهلم الأول ملك بروسيا (Wilhelm I, König von Preußen) |        | رئيس Bundespräsidium كونفدرالية الألمانية الشمالية | هوهنتسولرن | 1 يوليو 1867 | 1 يناير 1871 |

## الإمبراطورية الألمانية، 1871–1918
| الاسم                                                            | الصورة | اللقب            | العائلة    | بداية الحكم   | نهاية الحكم      |
| ---------------------------------------------------------------- | ------ | ---------------- | ---------- | ------------- | ---------------- |
| فيلهلم الأول، إمبراطور ألمانيا (Wilhelm I, Deutscher Kaiser)     |        | إمبراطور ألمانيا | هوهنتسولرن | 1 يناير 1871  | 9 مارس 1888      |
| فريدرش الثالث إمبراطور ألمانيا (Friedrich III, Deutscher Kaiser) |        | إمبراطور ألمانيا | هوهنتسولرن | 9 مارس 1888   | 15 يونيو 1888    |
| فيلهلم الثاني، إمبراطور ألمانيا (Wilhelm II, Deutscher Kaiser)   |        | إمبراطور ألمانيا | هوهنتسولرن | 15 يونيو 1888 | 9/28 نوفمبر 1918 |